# De Rustplaats
De Rustplaats is een voormalig waterschap in de provincie Groningen.
De polder lag ten zuiden van Hoogezand-Sappemeer tussen de Kalkwijk als oostgrens en de Van der Duyn van Maasdamweg/Sluisweg als westgrens. De noordgrens lag op de huidige Mozartlaan en de zuidgrens ongeveer 2½ km zuidelijker. Het stoomgemaal stond aan het Kielsterdiep ongeveer op de plek waar nu de Iepenlaan ligt.
Waterstaatkundig gezien ligt het gebied sinds 2000 binnen dat van het waterschap Hunze en Aa's.